# 龙迪索内
龙迪索内（義大利語：Rondissone），是意大利都灵省的一个市镇。总面积10.65平方公里，人口1829人，人口密度171.7人/平方公里（2009年）。ISTAT代码为001225。